# Tisza József (joghallgató)
Borosjenői és szegedi gróf Tisza József (Geszt, 1918. június 1. – Békés, 1938. július 12.).

## Élete
Tisza István egykori miniszterelnök unokája, ifj. Tisza István fia, anyja Sándor Jolán. Nevelő apja Rakovszky Iván (1885–1960) volt, akihez anyja első férje korai halálát követően néhány évvel később ment hozzá.
Keresztnevét keresztapjáról, Bölöny József országgyűlési képviselő nevéről kapta, aki a kolozsvári Nemzeti Színház intendánsa volt, és aki feleségével közösen végrendeletében úgy határozott, hogy minden vagyonukat, a 3500 holdas szilaspusztai birtokot és negyvenszobás kastélyukat rengeteg műkinccsel, és nagyobb összegű készpénzvagyonukat Tisza Józsefre hagyják, ha felveszi a Bölöny nevet. Ha erre nem kerül sor, akkor a vagyon alapítványi formában a budapesti Nemzeti Színházra szállt volna. A végrendeletet Bölönyék nevelt lánya megtámadta, végül egyezség született, hogy a vagyontárgyakat eladják, és Tisza József, a Nemzeti Színház, valamint nevelt lányuk Montbachné Bölöny Duci egyformán, egyharmad arányban részesülnek az összességében hárommillió pengőre becsült örökségből. Tisza József a ráeső részről lemondott, így a Nemzeti Színház alapítványi tulajdonába ment át a biharugrai 3000 holdas, jól felszerelt gazdaság.
1928–1931 között a Budapesti Református Főgimnáziumba járt, ahol évente dicséretet kapott kiváló tanulmányi előmeneteléért. Ezt követően 1936-ig a debreceni kollégiumban folytatta tanulmányait. Mindvégig kiváló tanulmány eredményt mutatott fel, és részt vehetett 1936-ban a XIV. magyar ifjúsági szellemi olimpiászon, ahol a magyar irodalmi versenyen a 3. helyen végzett. Tanulmányait joghallgatóként folytatta, diplomáciai pályára készült.
Írói próbálkozása is volt, Festett császár címen írt egyfelvonásos politikai drámát, amelyről Oláh Gábor, az országos nevű debreceni író és tanár is szép kritikát mondott. A drámát a debreceni Csokonai-estélyen mutatták be nagy sikerrel.
1938. július 12-én a Békésről Körösladány felé vezető úton halálos autóbalesetet szenvedett. Július 14-én temették el, sírja a Tisza-család kriptájában van Geszten. Reményik Sándor erdélyi költő verset írt halálára Feketén bólogat címmel.